# Pseudogorgia
Pseudogorgia is een geslacht van koralen uit de familie van de Pseudogorgiidae.

## Soort
- Pseudogorgia godeffroyi Kölliker, [1870] 1871